# Canton du Bouscat
Le canton du Bouscat est une circonscription électorale française située dans le département de la Gironde et la région Nouvelle-Aquitaine. Il couvre les communes du Bouscat et de Bruges.

## Histoire
Le canton du Bouscat a été créé en 1973, en récupérant les communes du Bouscat et de Bruges qui faisaient auparavant partie du canton de Bordeaux-1.
Un nouveau découpage territorial de la Gironde (département) entre en vigueur à l'occasion des premières élections départementales suivant le décret du 20 février 2014. Les conseillers départementaux sont, à compter de ces élections, élus au scrutin majoritaire binominal mixte. Les électeurs de chaque canton élisent au Conseil départemental, nouvelle appellation du Conseil général, deux membres de sexe différent, qui se présentent en binôme de candidats. Les conseillers départementaux sont élus pour 6 ans au scrutin binominal majoritaire à deux tours, l'accès au second tour nécessitant 12,5 % des inscrits au 1er tour. En outre la totalité des conseillers départementaux est renouvelée. Ce nouveau mode de scrutin nécessite un redécoupage des cantons dont le nombre est divisé par deux avec arrondi à l'unité impaire supérieure si ce nombre n'est pas entier impair, assorti de conditions de seuils minimaux. Dans la Gironde, le nombre de cantons passe ainsi de 63 à 33. Le canton du Bouscat reste inchangé. Il est entièrement inclus dans l'arrondissement de Bordeaux. Le bureau centralisateur est situé au Bouscat.

## Géographie
Ce canton est organisé autour du Bouscat dans l'arrondissement de Bordeaux. Il couvre deux communes, Le Bouscat et Bruges<ref<"Canton du Bouscat" sur le site de l'Insee</ref>.
Son altitude varie de 1 m (Bruges) à 31 m (Bruges) pour une altitude moyenne de 10 m.

## Représentation

### Représentation avant 2015
| Période | Période          | Identité          | Étiquette    | Qualité |
| ------- | ---------------- | ----------------- | ------------ | --- |
| 1973    | 1982             | André Treuillé    | PS           | Ancien conseiller général du canton de Bordeaux-1                                                                                               |
| 1982    | 1988             | Gérard Vibert     | UDF-PR       | Chef d'entreprise, Le Bouscat |
| 1988    | 1993 (démission) | Joëlle Dusseau    | PS puis MRG  | Professeur agrégé d'histoire et géographie Conseillère municipale de Bruges (1983-2008) Conseillère régionale (1986-1998) Sénatrice (1993-1998) |
| 1993    | 2015             | Dominique Vincent | RPR puis UMP | Adjoint au maire du Bouscat Conseiller régional Suppléant du député Jean Valleix (1981-1997)                                                    |

### Représentation après 2015
| Période élective | Période élective | Mandat | Mandat   | Identité          | Nuance | Nuance | Qualité                                                                                          |
| ---------------- | ---------------- | ------ | -------- | ----------------- | ------ | ------ | ------------------------------------------------------------------------------------------------ |
| 2015             | 2021             | 2015   | 2021     | Fabienne Dumas    |        | DVD    | Conseillère municipale de Bruges jusqu'en 2020 Première Adjointe au Maire du Bouscat (2020-2022) |
| 2015             | 2021             | 2015   | 2021     | Dominique Vincent |        | LR     | Adjoint au Maire du Bouscat jusqu'en 2020                                                        |
| 2021             | 2028             | 2021   | en cours | Fabienne Dumas    |        | DVD    | Conseillère sortante Première Adjointe au Maire du Bouscat (2020-2022)                           |
| 2021             | 2028             | 2021   | en cours | Dominique Vincent |        | LR     | Conseiller sortant                                                                               |

### Résultats détaillés

#### Élections de mars 2015
À l'issue du premier tour des élections départementales de 2015, deux binômes sont en ballottage : Fabienne Dumas et Dominique Vincent (Union de la droite, 46,33 %) et Guillaume Bourrouilh-Parège et Anne-Céline Pouget-Rochard (Union de la gauche, 28,78 %). Le taux de participation est de 48,27 % (13 401 votants sur 27 762 inscrits) contre 50,55 % au niveau départemental et 50,17 % au niveau national.
Au second tour, Fabienne Dumas et Dominique Vincent (Union de la droite) sont élus avec 60,94 % des suffrages exprimés et un taux de participation de 45,50 % (7 193 voix pour 12 633 votants et 27 762 inscrits).

#### Élections de juin 2021
Le premier tour des élections départementales de 2021 est marqué par un très faible taux de participation (33,26 % au niveau national). Dans le canton du Bouscat, ce taux de participation est de 32,43 % (9 674 votants sur 29 828 inscrits) contre 33,41 % au niveau départemental. À l'issue de ce premier tour, deux binômes sont en ballottage : Fabienne Dumas et Dominique Vincent (DVD, 33,61 %) et Patrick Alvarez et Emmanuelle Lamarque (Union à gauche, 30,61 %).
Le second tour des élections est marqué une nouvelle fois par une abstention massive équivalente au premier tour. Les taux de participation sont de 34,36 % au niveau national, 33,6 % dans le département et 32,47 % dans le canton du Bouscat. Fabienne Dumas et Dominique Vincent (DVD) sont élus avec 58,17 % des suffrages exprimés (5 338 voix pour 9 687 votants et 29 834 inscrits),,. 

## Composition
Après le redécoupage cantonal de 2014, la composition du canton du Bouscat reste inchangée. Le canton comprend deux communes entières,.
| Nom                                | Code Insee | Intercommunalité   | Superficie (km2) | Population (dernière pop. légale) | Densité (hab./km2) | Modifier                                    |
| ---------------------------------- | ---------- | ------------------ | ---------------- | --------------------------------- | ------------------ | ------------------------------------------- |
| Le Bouscat (bureau centralisateur) | 33069      | Bordeaux Métropole | 5,28             | 24 262 (2022)                     | 4 595              | modifier les données · modifier les données |
| Bruges                             | 33075      | Bordeaux Métropole | 14,22            | 20 382 (2022)                     | 1 433              | modifier les données · modifier les données |
| Canton du Bouscat                  | 3307       |                    | 19,50            | 44 644 (2022)                     | 2 289              | modifier les données                        |

## Démographie

### Démographie avant 2015
| 1975   | 1982   | 1990   | 1999   | 2006   | 2011   | 2012   |
| ------ | ------ | ------ | ------ | ------ | ------ | ------ |
| 28 736 | 28 592 | 30 291 | 33 065 | 36 366 | 38 587 | 39 645 |

### Démographie depuis 2015
En 2022, le canton comptait 44 644 habitants, en évolution de +6,53 % par rapport à 2016 (Gironde : +6,91 %, France hors Mayotte : +2,11 %).
| 2013   | 2018   | 2022   |
| ------ | ------ | ------ |
| 40 161 | 42 240 | 44 644 |